# Маркош да Силва
Вижте пояснителната страница за други личности с името Силва.
Маркош да Силва (на португалски: Marcos da Silva, изговаря се по-близко до Маркуш да Силва) е бразилски футболист, офанзивен халф на Черно море.

## Биография
Роден е на 16 януари 1985 г. Висок е 178 см и тежи 76 кг.
Маркош започва кариерата си в един от най-големите бразилски клубове Сао Каетано. След като навършва 18 години е преотстъпен на Санто Андре. Там показва невероятен талант и подписва договор с гранда Гремио. През 2004 г. е забелязан от скаути на чешкия Славия Прага и подписва договор с тима. Едва 19-годишен обаче, аклиматизацията му е трудна и той не може да се пребори за титулярно място в първия отбор. За една година записва едва 2 мача, а през другото време играе в дублиращия състав. През лятото на 2005 личният мениджър на Маркош го препоръчва на ръководството на Черно море. Той пристига на проби във Варна и оставя много добри впечатления с техниката си и погледа върху играта. Треньорите на „моряците“ го одобряват и ръководството започва преговори, които пропадат тъй като от чешкия гранд искат за да Силва колосалните 1 000 000 евро. Бразилецът подписва с варненци 6 месеца по-късно като свободен агент. Първите му месеци не са никак лесни и той успява да се наложи в състава едва в края на календарната 2006 г. Най-силният му мач безспорно е в дербито с ПФК Спартак (Варна), когато бележи гол и прави асистенция. Тогава накрая феновете викат „Маркош дан дан дан“ и така 2 пъти заради гола и асистенцията.